# Guttmann Mihály
Guttmann Mihály (németül: Michael Guttmann), (Biharfélegyháza, 1872. február 6. – Budapest, 1942. november 7.) magyar rabbi, hebraista, talmudista, az Országos Rabbiképző Intézet igazgatója, a jeruzsálemi Héber Egyetem első professzora.

## Életpályája
Guttmann Sándor és Widder Rozália fiaként született. Édesapjától, Sándortól (?–1899) kapta első bibliai és Talmud oktatását, majd a nagyváradi, később a bonyhádi (Pollák Mózes) és a pozsonyi jesivákban tanult. 1895 és 1903 között az Országos Rabbiképző Intézet növendéke volt. 1903-ban a Budapesti Tudományegyetem Bölcsészettudományi Karán doktori címet szerzett. A következő év február 22-én avatták rabbivá. 1908-ig Csongrádon szolgált rabbiként. 1908-tól 1921-ig a Rabbiképzőben tanított. 1921-ben meghívták a breslaui Jüdisch-Theologisches Seminar vezetőtanárának, ahonnan négy évvel később a jeruzsálemi Héber Egyetemre ment eleget téve a professzori felkérésnek. Egy éven át tartott vendégelőadásokat, s ezután visszatért Breslauba. 1933-ban – Blau Lajos nyugalomba vonulása után – visszatért a budapesti Rabbiképzőbe, ahol haláláig a tanítás mellett a rektori címet is birtokolta. 
Sírja a Kozma utcai izraelita temetőben található (4/A-11-17)

## Művei
- Ábrahám Bar Chijja Savasorda geomtriájának III. fejezete, mint adalék Euclidesnek ΠΕΡΙ ΔΙΑΙΡΕΣΕΩΝ ΒΙΒΛΙΟΝ című elveszett munkájához. Bölcsészetdoktori értekezés. Két müncheni codex alapján kiadta, fordította és jegyzetekkel ellátta Guttmann Mihály. Budapest, 1903
- Ábrahám Bar Chijja geometriájából. Különlenyomat a »Magyar Zsidó Szemle« 1906. évi folyamából. Budapest, 1906
- A Sulchan Aruch és a magyar zsidóság. Néhány alkalmi észrevétel az izraelita vallásfelekezet napirenden levő egyik kérdéséhez. Budapest, 1913
- Clavis Talmudis I–II. Vác, 1917
- A zsidó vallás univerzalizmusa, ?, 1928

Megírta Bloch Mózes életrajzát a Zsidó Plutarchos 2. részébe. (Népszerű Zsidó Könyvtár 19.) Szerkesztette Dr. Kiss Arnold budai vezető főrabbi hetvenedik születésnapjára készült Emlékkönyvet Dr. Lőwinger Sámuellel közösen (Budapest, 1939)
Más közreműködései:
- Emlékkönyv Dr. Hevesi Simon pesti vezető főrabbinak, papi működése negyvenedik évfordulójára. Tanítványai, barátai és tisztelői közreműködésével (Budapest, 1934)
- Tanulmányok Blau Lajos emlékére (Budapest, 1938)

## Fordítás
- Ez a szócikk részben vagy egészben  a   Michael Guttmann című német Wikipédia-szócikk ezen változatának fordításán alapul.  Az eredeti cikk szerkesztőit annak laptörténete sorolja fel. Ez a jelzés csupán a megfogalmazás eredetét és a szerzői jogokat jelzi, nem szolgál a cikkben szereplő információk forrásmegjelöléseként.